# Назім Гусейнов
Назім Галіб огли Гусейнов (азерб. Nazim Qalib oğlu Hüseynov; нар. 2 серпня 1969, Баку, АзРСР, СРСР) — азербайджанський дзюдоїст, олімпійський чемпіон 1992 року в складі об'єднаної команди, призер чемпіонатів світу, дворазовий чемпіон Європи.

## Виступи на Олімпіадах
| Олімпіада      | Дисципліна | Місце |
| -------------- | ---------- | ----- |
| Барселона 1992 | до 60 кг   | 1     |
| Атланта 1996   | до 60 кг   | 17    |